# Adem Kılıççı
Adem Kılıççı (ur. 18 kwietnia 1986 w Ağrı) – turecki bokser, reprezentant klubu Fenerbahçe SK. W 2004 zajął drugie miejsce na Uniwersyteckich Mistrzostwach Świata w Boksie (World University Boxing Championship). W 2006 i 2007 został mistrzem kraju. Na mistrzostwach świata 2007 zdobył brązowy medal. Na igrzyskach olimpijskich w Pekinie odpadł już w pierwszej rundzie, przegrywając z Billy Joe Saundersem 3:14. Po tej imprezie zmienił kategorię wagową z półśredniej na średnią. W nowej kategorii wystąpił na Igrzyskach Śródziemnomorskich 2009. Zdobył tam srebrny medal. Dwa lata później osiągnął ten sam wynik podczas mistrzostw Europy. Na igrzyskach w Londynie dotarł do ćwierćfinału, pokonując Nursahata Pazzijewa 14-7 i Aleksandara Drenovaka 20-11. W meczu o półfinał przegrał z Japończykiem Ryōtą Muratą 13-17. Na igrzyskach śródziemnomorskich w 2013 zdobył złoty medal w wadze średniej. W grudniu 2012 ogłosił, że na igrzyskach w 2016 zamierza walczyć o medal.